# آیه مودت
آیهٔ مودت بخشی از آیه ۲۳ سوره شوری (چهل و دومین سوره قرآن) است که شیعیان آن را دال بر فضیلت اهل‌بیت پیامبر اسلام می‌دانند و بر اساس آن، مودت و دوستی اهل‌بیت را پاداش رسالت محمد فرض کرده‌اند. «آل حم»، «آیه قربی» و «آیه مودت ذوی‌القربی» از دیگر نام‌های غیر مشهور این آیه هستند.
موضوع محوری آیه ۲۳ شوری، مودت و دوستی با نزدیکان محمد است که به دستور خدا از زبان پیامبرش به عنوان مزد نبوت او معرفی می‌شود. همچنین آیه مودت با برابر دانستن مزد رسالت و مودت قربی بیانگر علو جایگاه و ارزشمندی مصادیق قربی در نزد خداوند است. بخش پایانی آیه ۲۳ شوری نیز وعده خدا به مومنینی است که به کسب حسنه — مودت قربی — می‌پردازند و مژده افزایش نیکی‌ها و مغفرت گناهانشان در سایه کسب حسنه از جانب خدا در عبارت انتهای آیه مطرح شده‌است.
اختلاف نظرهایی دربارهٔ محل و علت نزول آیه مودت میان مفسران اهل‌سنت و شیعه گزارش شده‌است. به اعتقاد قرطبی، آلوسی و ثعالبی از مفسرین سنی مذهب، آیه مذکور همچون سایر آیات دیگر این سوره در مکه بر محمد فرود آمد. ولی نظر طبرسی مفسر شیعی و ابن عطیه اندلسی، فخر رازی، طبرانی و دروزه از مفسران اهل سنت بر مدنی بودن چهار آیه از سوره شوری (یعنی آیه مودت و آیات بعدش) است.
ابن‌عباس در روایتی که به ماجرای شان نزول آیه اشاره دارد، گزارش می‌کند که عده‌ای از مسلمانان مدینه با آوردن اموال خود به نزد محمد خواستار تشکر و قدردانی از او بودند که آیه مودت نازل شد و محمد از مسلمانان خواست که در ازای هدایت و پیامبری خویش، نزدیکان او را دوست بدارند. گزارش این روایت در آثار مفسران اهل سنت مانند فخر رازی، ابن عطیه اندلسی، قرطبی و طبرسی شیعی مذهب آمده‌است.
مصادیق مختلفی از کلمه قربی در منابع تفسیری اهل سنت و شیعه معرفی شده‌است که بخش مهمی از اختلاف تفسیری مسلمانان در مورد آیه مودت محسوب می‌شود. اکثر اهل سنت در توضیح قربی قریش، ارحام خودِ مسلمانان یا تقرب به خدا را بیان کرده‌اند. افرادی همچون ابن تیمیه، ابن کثیر، ابن حجر عسقلانی، طبری، فخر رازی از مفسرانِ معتقد به این گونه تفسیرها از کلمه قربی هستند. اما مفسران شیعه بر طبق روایات، قربی را علی، فاطمه زهرا، حسن مجتبی و حسین معرفی کرده‌اند و معتقدند مودت این افراد در درجه‌ای از اهمیت قرار دارد که با رسالت هم ارزش می‌باشد و وجوب مودت به جهت تداوم هدایت برای مردم و در امتداد ولایت الهیه پیامبر است.

## نامگذاری
بخش میانی آیه ۲۳ سوره شوری که از عبارت «قُلْ لَا أَسْئَلُکُمْ» تا عبارت «الْقُرْبَی» را شامل می‌شود، به آیه مودت مشهور شده‌است. دیگر نام‌های غیر مشهور آین آیه «آل حم»، «آیه قربی» و «آیه مودت ذوی‌القربی» برشمرده شده‌است.

## محتوا و ساختار

### متن و ترجمه
بنابر گزارش مکارم شیرازی، مفسر شیعه مذهب، متن و ترجمه آیه مودت به شرح ذیل است:

قُل لَا أَسئَلُکُم عَلَیهِ أَجراً إِلَّا المَوَدَّةَ فِی القُربَی وَ مَن یَقتَرِف حَسَنَةً نَزِد لَهُ فِیهَا حُسناً إِنَّ اللهَ غَفُورٌ شَکُورٌ

بگو: من هیچ پاداشی از شما بر رسالتم درخواست نمی‌کنم جز دوست داشتن نزدیکانم [اهل بیتم] و هر کس کار نیکی انجام دهد، بر نیکی اش می‌افزاییم؛ چرا که خداوند آمرزنده و قدردان است. 

### محتوا
در بخش ابتدایی آیه مودت، سخن از عظمت پاداش بندگان مؤمن و صالح خداوند است که در آیه قبل با «فضل کبیر» از آن یاد شده‌است. سپس آیه به معرفی پاداش و اجر رسالت پیامبر اسلام می‌پردازد و آن را «مودت فی القربی» معرفی می‌کند. «مودت» در این آیه به معنای دوست داشتن و منظور از «قربی»، نزدیکان پیامبر اسلام است. این آیه با برابر دانستن مزد رسالت و «مودت قربی»، بیانگر علو جایگاه و ارزشمندی مصادیق قربی در نزد خداوند است. بخش آخر آیه نیز وعده خدا به کسانی است که به کسب حسنه — یعنی مودت قربی — اهتمام می‌ورزند و به آنها نوید می‌دهد که بر پاداش و نیکویی‌شان می‌افزاید و به سبب آن حسنه، مورد مغفرت قرارشان خواهد داد. لزوم همراهی مودت با معرفت و شناخت نسبت به «قربی» و اطاعت از آنها، معصوم بودن قربی و قدردانی خدا از بندگانی که به وظیفه خود در مورد اجر رسالت پیامبر اسلام عمل می‌کنند از دیگر پیام‌های آیه ۲۳ سوره شوری برشمرده شده‌است.

## شان و محل نزول

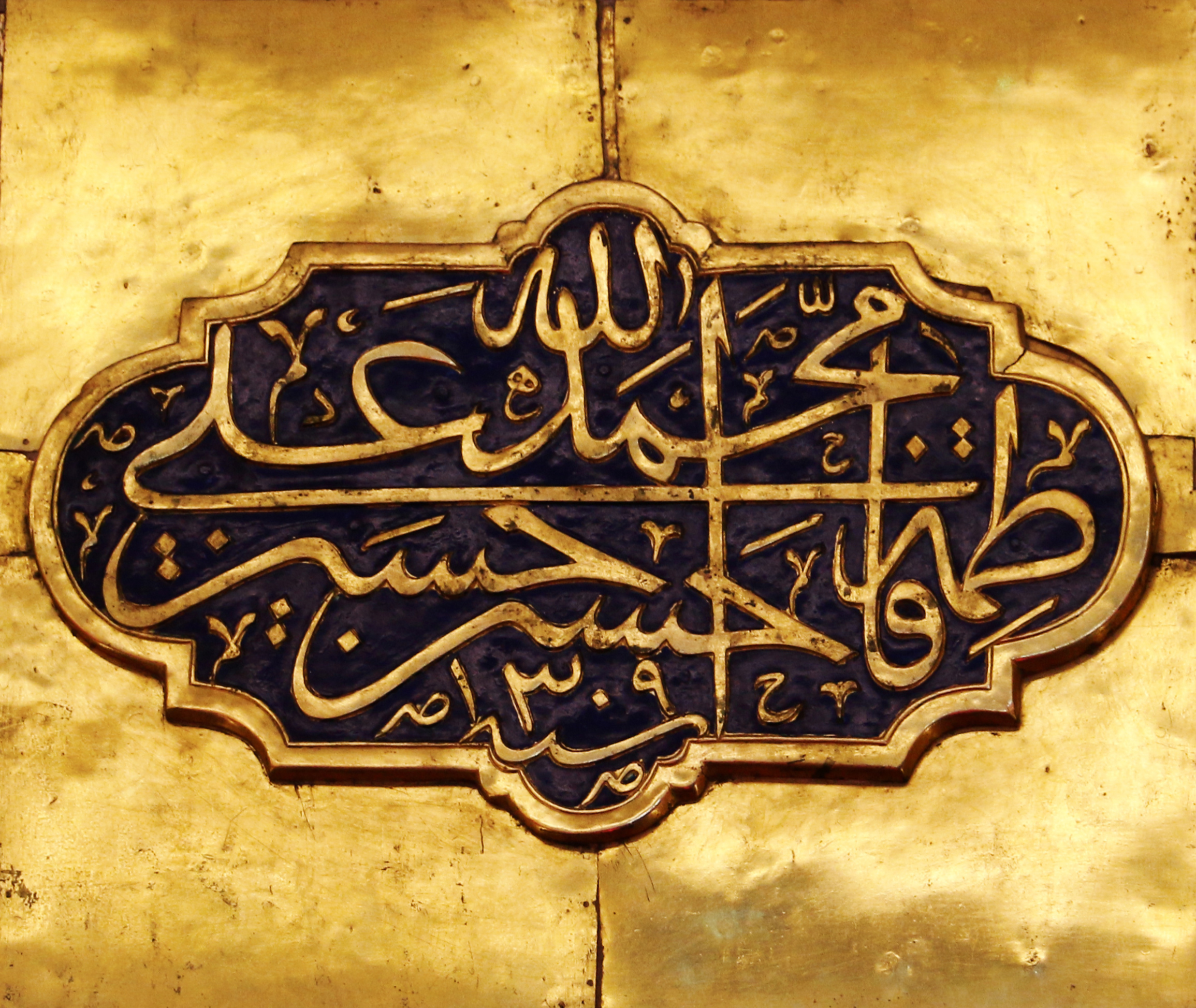
نام پنج تن آل عبا، حکاکی شده بر روی کتیبه‌ای از جنس طلا، کربلا، حرم حضرت عباس

در خصوص شأن و محل نزول آیه مودت، اختلافاتی بین مفسرین گزارش شده‌است. برخی آیه را مکی گزارش کرده‌اند و گروهی نیز آن را مدنی دانسته‌اند. دسته‌ای از مفسران اهل سنت از جمله قرطبی، مفسر مالکی مذهب، آلوسی، از مفسرین معاصر شافعی، عبدالرحمن بن محمد ثعالبی، محدث و فقیه مالکی، معتقدند که آیه مودت مکی است. این مفسران دربارهٔ شان نزول آیه سه نظر عمده مطرح کرده‌اند: بر اساس دیدگاه اول که واحدی نیشابوری، به نقل از قتاده، از مفسران سنی، گزارش می‌کند، پس از آنکه عده‌ای از مشرکان در محافلشان نسبت به اجرت گرفتن محمد در مقابل کارهایش، سخن‌هایی را مطرح کردند، آیه مودت در رد سخنان آنان نازل شد. بر اساس دیدگاه دوم که توسط برخی از مفسران اهل سنت از جمله قرطبی گزارش شده‌است، مخاطب آیه مودت، قریش یا همه اعراب هستند. به گزارش قرطبی، روایتی که مخاطب آیه را انصار مدینه می‌داند، ضعیف شمرده‌است. در دیدگاه سوم، به سیاق سوره‌های مکی استناد شده‌است که همگی دربارهٔ مومنان مستضعف بوده‌اند. آلوسی از جمله گزارشگران سنی مذهب این دیدگاه است.

دسته دوم، مفسرانی هستند که با استناد به روایاتی از ابن عباس، مدنی بودن آیه را گزارش کرده‌اند و مخاطب آیه را انصار مدینه دانسته‌اند. از میان مفسران شیعه، شیخ طبرسی و جمعی از مفسران اهل سنت همچون ابن عطیه اندلسی، فخر رازی، طبرانی، قرطبی و دروزة، از ابن‌عباس نقل کرده‌اند که پس از هجرت پیامبر اسلام به مدینه، انصار در بین خود برای جبران زحمات محمد که به جهت هدایت آنان کشیده بود، قصد کردند مالی را جمع نمایند تا محمد در اداره امور جامعه تنگدست نباشد و به این سبب، بین او و دیگران جدایی نیافتد. انصار اموالی را جمع‌آوری کردند و به نزد محمد فرستادند. آنان تأکید کردند که این مال برای اداره امور واقع شده در آینده و تأمین نیازهای مالی شخصی محمد به وی اعطاء شده‌است و با این هدف این کار را کردند تا در اینگونه امور، کمک حال محمد باشند. پس از این واقعه بود که آیه مودت بر محمد نازل شد. از میان مفسران سنی مذهب، طبری، ابن عطیه اندلسی و قرطبی، روایت دیگری را از ابن‌عباس گزارش می‌کنند که عبارتند از:
«انصار نسبت به مهاجرین فخر فروشی کردند. زمانی که این خبر به محمد رسید، در مجلس آنان حاضر شده و گفت: ای گروه انصار! آیا ذلیل نبودید و خداوند به وسیله من به شما عزت نداد؟ پاسخ دادند: آری، بار دیگر گفت: آیا گمراه نبودید و خداوند به وسیله من شما را هدایت نکرد؟ پاسخ دادند آری؛ سپس گفت: چرا می‌گویید که قومش او را بیرون کردند و ما به او پناه دادیم یا او را تکذیب کردند و ما او را تصدیق نمودیم یا او را خوار کردند و ما او را یاری کردیم؟ در این لحظه انصار گفتند: اموالمان و آنچه در اختیار داریم برای خدا و رسولش باشد. آیه مودت در پاسخ آنان نازل شد.»

## تفسیر
از میان صحابه محمد که روایاتی را در خصوص تفسیر آیه مودت گزارش کرده‌اند، می‌توان به عبدالله بن عباس، عبدالله بن مسعود، جابر بن عبدالله انصاری، ابو اُمامه باهلی و ابوالطفیل عامر بن واثله لیثی اشاره کرد. در بین گروه تابعین نیز راویانی همچون سعید بن جبیر، مجاهد بن جبر، مقسم بن بجره، زاذان کندی، سدّی و فضّال بن جبیر به نقل روایات ذیل این آیه پرداخته‌اند. نویسنده کتاب جواهر الکلام فی معرفه الامامه و الامام، ۵۶ نفر از بزرگان اهل سنت را نام می‌برد که احادیث آیه مودت را از دوره‌های مختلف تا به امروز روایت کرده‌اند. از جمله آنان می‌توان به سعید بن منصور، احمد بن حنبل، محمد بن اسماعیل بخاری، مسلم بن حجاج نیشابوری، احمد بن یحیی بلاذری، حاکم نیشابوری، ابونعیم اصفهانی، ابو حیان اندلسی، فخر رازی، ابن‌کثیر دمشقی، نورالدین سمهودی، ابن صباغ مالکی، ابن حجر عسقلانی اشاره کرد. این روایات در منابع معتبر اهل سنت همچون مسند احمد، مسند عبد بن حمید، صحیح بخاری، صحیح مسلم، سنن ترمذی، مسند ابوبکر بزّار نیز آمده‌است.

### دیدگاه تفسیری اهل سنت
نظرات اهل سنت دربارهٔ تفسیر  آیه مودت در بخش‌های مختلفی قابل بررسی است. عده‌ای از مفسران آنها همچون ابن تیمیه، در منهاج السنة، ابن کثیر در تفسیر القرآن العظیم، ابن حجر عسقلانی در فتح الباری و قسطلانی در ارشاد الساری قائل به مکی بودن سوره هستند و بر همین اساس تفسیر مصداق «قربی» در آیه را خویشاوند نزدیک محمد نمی‌دانند. دلیل این گروه بر این مطلب مستدل است که در مکه، علی بن ابی طالب با فاطمه زهرا ازدواج نکرده بود و هنوز حسن و حسین به دنیا نیامده بودند. به اعتقاد برخی از دانشمندان سنی همچون محمد بن جریر طبری و عبدالرحمن ثعالبی، استثناء در آیه استثنای منقطع — در مقابل استثنای متصل — است و بنابراین از این جهت، مودت فی القربی اجر رسالت نیست. سومین دیدگاه مطرح شده در اینباره، توسط مفسرینی چون ابن تیمیه، از مفسران سنی مذهب در منهاج السنه مطرح شده‌است. بر اساس این دیدگاه، از آن جهت که رسالت یک منصب الهی و پاداش آن بر عهده خداست، پس پیامبر اسلام همچون پیامبران پیش از خود، در مقابل تبلیغ و کارهای خویش، هرگز مزد و اجری را از مردم طلب نمی‌کند. راغب اصفهانی در مفردات، اجر را تنها مختص به مزد عمل خوب می‌داند و در مقابل آن جزا را در هر دو عمل خوب و بد مورد استعمال گزارش می‌کند. راغب در جای دیگری در توضیح «یَقترِف» می‌نویسد معنای اصلی این لغت، کندن پوست درخت یا کندن پوست روی زخم است و این واژه به صورت استعاره، «اکتساب» معنا می‌شود که کار خوب و بد را شامل می‌شود.
در خصوص معنای «قربی» و «مودت»، مفسران اهل سنت اقوال مختلفی را عنوان کرده‌اند. اکثر مفسران سنی، «قربی» را خویشاوند و «مودت قربی» را حفظ رابطه خویشاوندی با ایشان می‌دانند. ابن منظور در لسان العرب، معنای «قربی» را نزدیکی در نسب و خویشاوندی رحمی گزارش می‌کند. فیومی در مصباح المنیر، «قربی» و «قرابت» را مصدر «قرب» می‌داند و در فرق میان آنها بیان می‌کند که قرب در خصوص مکان و قربی در خصوص رحم و خویشاوند به کار می‌رود. طبری در اینباره معتقد است که قریشیان مخاطب آیه هستند و پس از بیان نظرات دیگر مفسران، صحیح‌ترین دیدگاهی که با ظاهر آیه متناسب می‌بیند را از عبارت «مودت فی القربی»، رعایت روابط خویشاوندی گزارش می‌کند. طبری معتقد است که اگر معنای «قربی» اهل بیت باشد، باید به شکل ترکیب اضافی به صورت «الّا المودة القربی» و در صورتی که منظور از «قربی» به معنای وسیله تقرب باشد، باید به صورت «الّا مودة بالقربی» یا «الّا ذا القربی» بیان می‌شد. بر همین اساس، طبری آمدن حرف «فی» در آیه را گواهی بر معنای خویشاوندی واژه «قربی» دانسته‌است. بنابه نظر ابن عجیبه از مفسران سنی مذهب، شیوه بیان‌شده در آیه که به صورت «فی القربی» آمده‌است؛ دستور موکدتری را برای دوست داشتن خویشاوندان پیامبر ارائه می‌دهد. زمخشری معتزلی مذهب نیز همچون طبری، آیه را خطاب به قریش دانسته و مصداق «قربی» را نزدیکان محمد بیان کرده‌است. وی در مقام استدلال برای اثبات مدعایش، به متعلق جار و مجرور در آیه اشاره دارد و می‌نویسد که عرب برای «مودت» ظرف قائل است و متعلق «فی القربی» کلمه «مودت» نیست؛ بلکه متعلق به محذوفی است که تقدیر آن «الّا المودة الثابتة فی القربی» می‌باشد. فخر رازی، هر سه معنای «خویشاوندی»، «خویشاوند» و «وسیله تقرب» را ذکر کرده‌است. او با آوردن روایاتی از محمد و اقامه دلایل عقلی در ابتدا، «آل پیامبر» را منحصر در اهل‌بیت می‌داند ولی بعد با نقل روایات دیگری، «قربی» را شامل آل و صحابه برمی‌شمرد. فخر رازی، آل محمد را کسانی می‌داند که امرشان را به سوی محمد برمی‌گردانند؛ بنابراین هر کس امورش و رابطه‌اش با محمد شدیدتر و کامل‌تر است، از مصادیق «آل» می‌باشد. به نظر ابن کثیر، آیه خطاب به مشرکان مکه و منظور از «قربی» نیز به معنای خویشاوندی است. آلوسی هر دو احتمال مورد خطاب قرار گرفتن «قریش» و «انصار» توسط آیه را مطرح می‌کند. وی سپس اجر رسالت را در صورتی که منظور از «قربی» قریش باشد، نسبت خویشاوندی محمد با قریش مطرح می‌کند و در صورتی که مصداق قربی، انصار بوده باشد، معنا چنین متصور است: «اگر حق نبوت مرا نمی‌شناسید، به خاطر حق خویشاوندی مرا دوست داشته باشید.» آلوسی در نهایت، مورد خطاب قرار گرفتن قریش را با توجه به ظاهر آیه، صریح‌تر و درست‌تر می‌داند. در معنای واژه «مودت» آمده‌است که مصدر یا اسم مصدر است و به معنای محبت و دوست داشتن می‌باشد. راغب اصفهانی در المفردات در معنای ودّ و مودّت می‌نویسد: «دوست داشتن چیزی و آرزوی بقا و بودن آن»

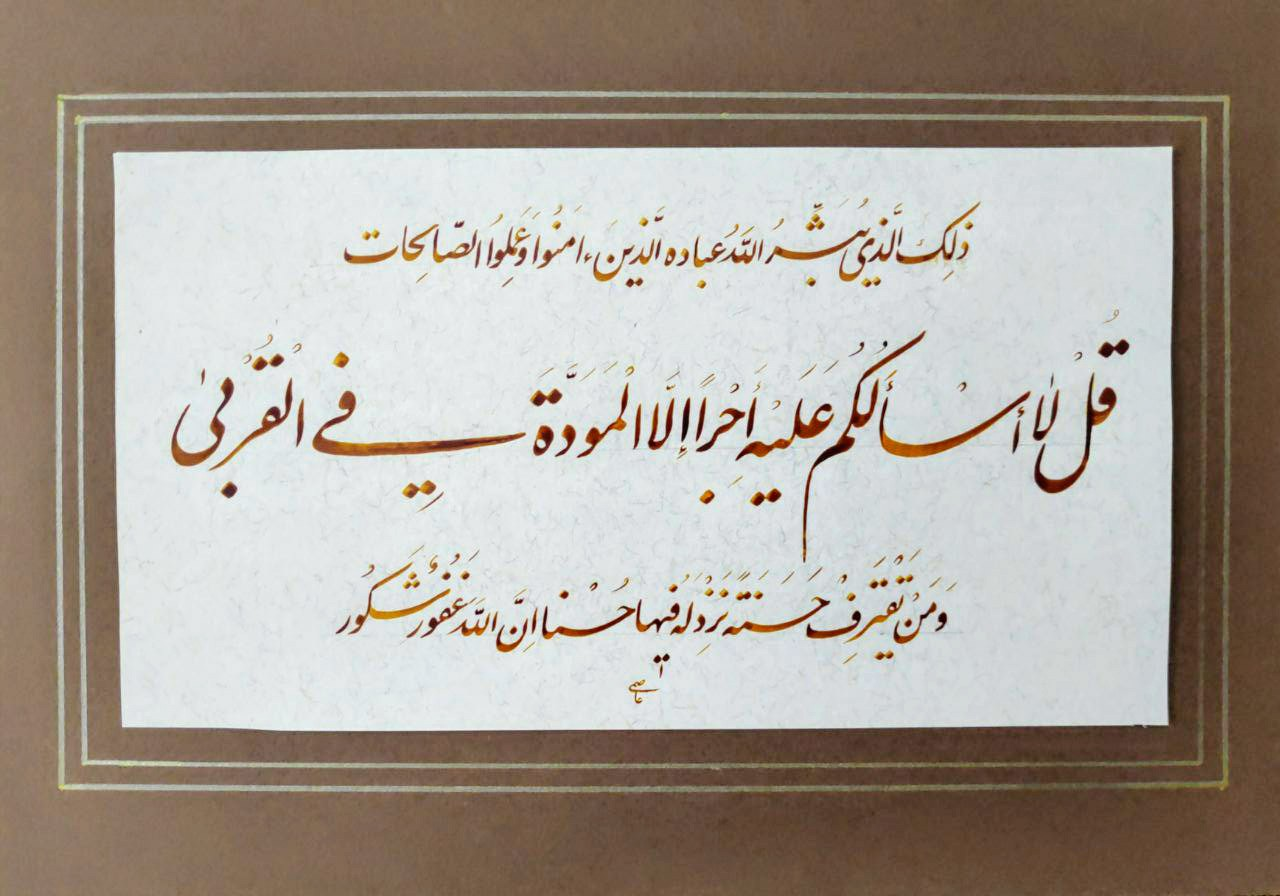
آیه مودت به قلم عاصمی

### دیدگاه تفسیری شیعه
روش تفسیری شیعیان، غالبا مراجعه به روایات منقول از امامان شیعه است. بر اساس روایاتی که از امامان شیعه در خصوص آیه مودت گزارش شده‌است، این آیه مدنی است و منظور از قربی، خویشاوندان محمد هستند. در یک نگاه کلی چهار تفسیر گوناگون از معنای مودت در این آیه در منابع شیعی گزارش شده‌است:
1. منظور از «مودت قربی» و پاداش رسالت، قرب به خداست که از طریق دوست داشتن، اطاعت، عبادت و انجام فرمان‌های الهی به دست می‌آید.
2. پاداش رسالت این است که هر یک از مسلمانان نزدیکان و خویشاوندان خود را دوست بدارد و صله رحم کند.
3. پاداش رسالت آن است که رابطه خویشاوندی پیامبر را نسبت به خود حفظ کنند و او را آزار ندهند. چرا که پیامبر از راه سبب و نسب خویشاوند مسلمانان به حساب می‌آید.
4. قربای در آیه نزدیکان پیامبر (اهل بیت) هستند و محبت آنها و قبول رهبری‌شان اجر و مزد رسالت و پیامبری است.

از میان چهار تفسیر مطرح شده، در تفسیر نمونه، چهارمین مورد به مقصود و مراد آیه نزدیک‌تر عنوان شده‌است. در این تفسیر آمده‌است که دوستی و محبت ذوی‌القربی با مسئله ولایت و قبول رهبری اهل بیت در ارتباط است و در واقع امتداد رهبری محمد و ولایت الهیه او می‌باشد. به عقیده او در پرتو قبول این سرپرستی و ولایت است که سعادت انسان‌ها تأمین می‌شود و نتیجه این دوستی به سود خود بشر است. همچنین براساس گزارش دانشنامه قرآن، دو تفسیر اول از این آیه، ارتباط نزدیکی با محبت به خاندان پیامبر نخواهد داشت ولی  دو تفسیر بعدی، به اعتبار مکی یا مدنی بودن نزول آیه، مناسبت و مطابقت بیشتری دارد. ابن دُرَیْد لغت‌شناس شیعه نیز در جمهرة اللّغه، «قربی» را نزدیکی شخص به لحاظ نسب مادری یا پدری می‌داند. طباطبایی نیز در کتاب تفسیر المیزان دیدگاه‌های مختلف مربوط به «مودت ذی القربی» را در شش مورد عنوان کرده‌است و سپس به بررسی تفصیلی هر یک از آنها می‌پردازد. در تفسیر اول، منظور از «قربی»، خویشاوندی و قرابت است و منظور از «مودت»، نسبت محمد و نزدیکانش با قریشیان است. تفسیر دوم آیه را خطاب به انصار گزارش کرده‌است و از آنجا که آنان برای تقویت محمد، اموال خود را به او اهدا کردند، بنابراین مودت آنان به خاطر پیوندهای نسبیشان با محمد، لازم و واجب شده‌است. بر اساس تفسیر سوم، خطاب نسبت به قریش صورت گرفته‌است اما مراد از مودت، دوستی خود پیامبر است و استثنای آیه، از نوع منقطع است. در این صورت، معنای آیه چنین است: «من در برابر هدایت شما مزدی نمی‌خواهم ولی چون شما خویشان من هستید نمی‌توانم نسبت به هدایت یا گمراهیتان بی‌تفاوت باشم و این علاقه من به شما مرا وامی‌دارد که در هدایتتان تلاش کنم.» در تفسیر چهارمی که طباطبایی گزارش می‌کند، منظور از مودت قربی، دوستی و مودت مصادیق قربی نسبت به هر شخص است و خطاب به قریش یا عموم مردم است. بر این اساس معنای آیه چنین است: «من از شما مزدی نمی‌خواهم مگر اینکه با نزدیکان خودتان دوستی داشته باشید و صله رحم کنید.» در پنجمین تفسیر، معنای قربی، قرب به خدا و راه نزدیک شدن به خداوند عبادت اوست و معنای آیه در این صورت چنین خواهد بود: «من از شما اجری نمی‌خواهم مگر همین را که به واسطه تقرب به خدا با او مودت کنید.» در ششمین تفسیر، مراد از مودت قربی، دوستی خویشان و اهل بیت او عنوان شده‌است.
به عقیده طباطبایی، مفسر شیعه، منظور از وجوب مودت اهل بیت و اجر رسالت قرار گرفتن آن، مورد مراجعه قرار گرفتن اهل بیت و تاکید به مرجعیت علمی آنان می‌باشد. بر این اساس، اجر رسالت جز این نیست که دعوت به هدایت ادامه پیدا کند و باقی بماند. طباطبایی در ادامه، شبهه‌ای را در خصوص آیه مطرح می‌کند که بر اساس آن، ممکن است برخی اعتراض‌هایی را نسبت به این اجر داشته باشند و پیامبر اسلام را متهم به تامین منافع مادی فرزندان و نزدیکان خویش نمایند. وی در مقام پاسخ، چنین عنوان می‌کند که هدف از ارجاع مردم به اهل بیت هدفی معنوی است و به این طریق مردم تنها معارف دین را از اهل بیت آموزش خواهند دید. به این ترتیب، منافع مالی اهل بیت پیامبر به مردم، متکی نخواهد شد. مفسرانی چون شیخ طبرسی در مجمع البیان و مکارم شیرازی در تفسیر نمونه و فیض کاشانی در تفسیر صافی، مقصود از «حسنة»، را دوستی اقربای محمد ذکر کرده‌اند. مادلونگ، اسلام شناس آلمانی، در کتاب خود به جملاتی از سخنرانی حسن بن علی اشاره می‌کند که او در آنجا با استناد به آیه مودت، پس از معرفی خود به عنوان یکی از قربای محمد، محبت به اهل بیت پیامبر را مصداق حسنه و انجام کار نیک می‌داند. همچنین به نقل از طباطبایی مفسر شیعی، روایات فراوانی در تأیید این دیدگاه، در منابع شیعی گزارش شده‌است. سید علی‌اکبر قرشی، در تشریح معنای اجر آورده‌است که اجر به معنای مزد، ثواب و پاداشی است که در مقابل عمل نیک به انسان‌ها عطا می‌شود. همو در معنای حسنه آورده‌است که هر نعمت خوشایند و شاد کننده‌ای را که به انسان می‌رسد، حسنه گویند. قرشی می‌افزاید، این لغت معنای نعمت‌های دنیا و آخرت را در برمی‌گیرد و متضاد آن «سیئّه» است.

### مصادیق قربی
در زمینه مصادیق «قربی» روایات متفاوتی در منابع شیعی و سنی گزارش شده‌است. حاکم حسکانی، راوی سنی مذهب، روایتی را از جعفر صادق گزارش می‌کند که در آن به نزول آیه مودت در شأن اهل بیت و اصحاب کساء تصریح شده‌است. همو در بخشی از کتابش، هفت روایت را گردآوری می‌کند که بر اساس آنها، منظور از قربی در آیه مودت، علی، فاطمه، حسن و حسین هستند. در روایاتی که شیعه و سنی آن را در منابع خود گزارش کرده‌اند، ابن‌عباس پس از نزول آیه مودت از محمد در خصوص مصادیق نزدیکانش در این آیه سؤال می‌پرسد و محمد در پاسخ از علی و فاطمه و دو پسرانشان نام می‌برد. به گفته موژان مؤمن، پژوهشگر دینی، بیضاوی و رازی از جمله مفسران سنی مذهبی هستند که در تفاسیرشان این روایات را آورده‌اند. در تفسیر کنزالدقائق و بحر الغرائب روایتی از محمد باقر گزارش شده‌است که در آن، امامان شیعه از مصادیق آیه مودت معرفی شده‌اند. همین‌طور در روایتی دیگر، سجاد در پاسخ به سؤالی در خصوص آیه مودت، منظور از «مودة ذی القربی» را دوست داشتن اهل بیت محمد از جمله پنج تن آل عبا توصیف می‌کند. به گزارش تستری، احمد بن حنبل، فقیه سنی مذهب، در روایتی گزارش می‌کند که در هنگام نزول آیه «قُلْ لَا أسْئَلُکُمْ…» اصحاب محمد از او در خصوص خویشاوندانش که مودت آنها بر آنان واجب شده‌است سؤال کردند و محمد، علی، فاطمه و دو فرزندشان را معرفی کرد. در این روایت تأکید شده‌است که محمد سه مرتبه این پاسخ را تکرار کرده‌است.

## در علم کلام
بحث‌های کلامی بر محور آیه مودت، در خصوص موضوع وجوب محبت ذوی‌القربی، اجر رسالت محمد و مقام امامت امامان شیعه در میان اندیشمندان شیعه و سنی از گذشته تاکنون در کتاب‌ها و سخنانشان موجود بوده‌است. در این خصوص، شیعه و سنی در واجب بودن مودّت و محبّت ذوی‌القربای پیامبر اتفاق نظر دارند و این وجوب از ظاهر آیه قابل برداشت است. بر این اساس، وجود فعل امر در آیه دلالت بر وجوب دارد. یکی از ادله اثبات این مدعا، روایتی از ابن عباس است که با مضمون «مَن قِرابَتِکَ هؤلاءِ الَّذینَ وَجَبَت عَلَینا مَحَبَّتُهُم؟» در منابع شیعه و سنی گزارش شده‌است. در این میان، بین منابع شیعی و سنی، اختلافی وجود دارد مبنی بر اینکه اهل سنت نزدیکان محمد را قابل تکریم و تعظیم می‌دانند اما شیعیان علاوه بر بزرگداشت آنان، از این وجوب اطاعت از ذوی‌القربی به عنوان امام و رهبر امت اسلامی باور دارند. آنها این اطاعت را به عنوان مزد رسالت و همسنگ با مقام نبوت می‌پندارند و براساس آیه ۴۷ سوره سبأ معتقدند که این اطاعت قبل از هر چیز به نفع خود مؤمنان است. این تفاوت دیدگاهی بین شیعه و سنی، از چگونگی تفسیر کلمه «قربی» و تعیین مصداق‌های آن در نظر این دو فرقه اسلامی ناشی می‌شود. اهل سنت بر این اعتقادند که منظور از «قربی» یا تقرب به خداست، یا خویشاوندان خودِ مسلمانان هستند و یا مخاطب آیه خویشان محمد هستند. در مقابل، دانشمندان شیعه با آوردن دلایلی از ظاهر آیه و روایات، سعی کرده‌اند که تفسیر دیگری را از آیه به دست دهند. آنها معتقدند که مقصود از قربی خویشاوند رحمی است و نمی‌تواند تقرب خدا باشد؛ زیرا با توجه به کتاب‌های لغت و استعمال لغت‌ها در قرآن و حدیث، استفاده از لغت قربی در معنای تقرب به خدا دیده نشده‌است. و در صورتی که مقصود از این لغت، تقرب باشد، دلیل روشنی وجود ندارد تا کلمه‌ای که دلالت بر خدا می‌کند از جمله حذف بشود. در مقابل عقیده متکلمان سنی که منظور از قربی را خویشاوندان خودِ مسلمانان می‌دانند، متکلمان شیعه بر این باورند که دوستی با خویشان، نیازی به سفارش از جانب خدا ندارد و مردم تا کدورتی پیش نیاید نزدیکان خویش را دوست می‌دارند. متکلمان شیعه بر این باورند که صرف دوستی نزدیکان پیامبر نمی‌تواند اجر رسالت آن پیامبر محسوب گردد؛ ضمن آنکه اکثریت نزدیکان مسلمانان در زمان نزول آیه،‌ متشکل از اکثریتی مشرکان و کفار بوده‌است که دوستی با آنان مورد نهی قرار گرفته‌است.
شیخ صدوق، فقیه شیعی، در عیون اخبارالرضا روایتی را از علی بن موسی الرضا گزارش می‌کند که بر اساس آن، امتیاز مطرح شده در این آیه، از ویژگی‌های اختصاصی محمد و اهل بیت او تا روز قیامت است. علی بن موسی الرضا در این روایت بیان می‌کند که گاهی می‌شود انسان نسبت به کسی محبت و دوستی داشته‌باشد ولی با بعضی از خانواده او دشمنی کند؛ خداوند دوست ندارد که پیامبرش نسبت به مؤمنین دوستی خالصانه نداشته باشد و از این رو مودت نزدیکان پیامبر را بر مؤمنین واجب گردانده تا اینکه هر کس به این فرمان عمل کند مورد محبت پیامبر باشد و هرکس از آن سرپیچی نماید به دلیل آنکه ترک واجب نموده طبیعتاً پیامبر نمی‌تواند او را دوست بدارد. بر اساس این روایت، هر چه قرابت و نزدیکی شخص با پیامبر بیشتر باشد، دوستی با او نیز اولویت بیشتری دارد. در همین راستا از نظر شیعیان ابراز این محبت به نزدیکان محمد، وسیله تشخیص و حقیقت سنجی مؤمن برای  رسیدن به رستگاری، راهی برای تقرب به خداوند و جلب رضایت او به‌شمار می‌آید. دیگر نکته مورد توجه منابع کلامی شیعه در خصوص آیه مودت، همسنگ بودن رسالت و مقام اهل بیت است؛ چرا که مزد هر چیز، هم ارزش آن چیز خواهد بود.

## در ادبیات و هنر

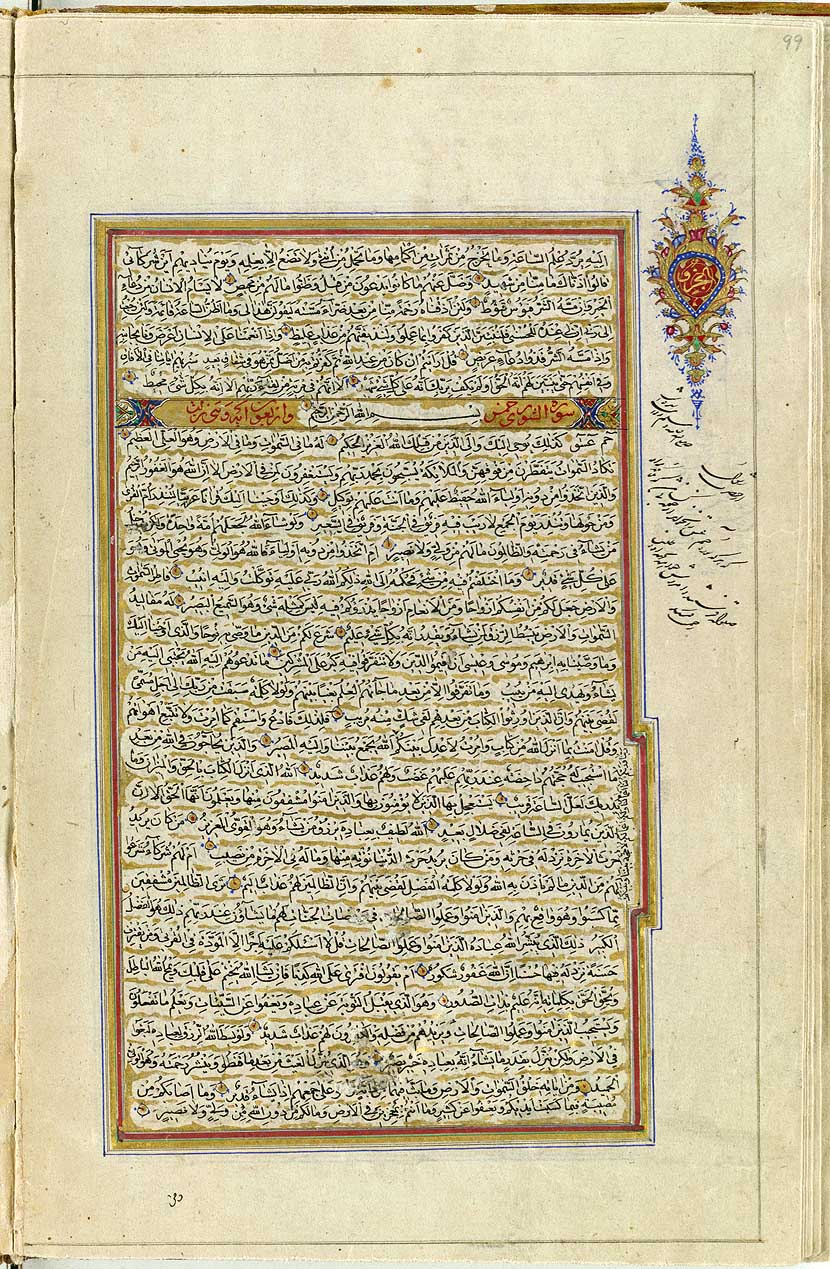
آیه مودت در نسخه خطی قران مربوط به قرن هجدهم میلادی

موضوع دوستی قربای پیامبر اسلام در قرن‌های مختلف مورد توجه شعرا و ادبای عرب زبان قرار گرفته‌است و در تعدادی از این آثار به نزول آیه مودت در قرآن و وجوب مودت خانواده پیامبر اسلام به صراحت اشاره شده‌است. سروده‌های بزرگان اهل سنت خود بیانگر معنای قرابت در آیه از منظر عامه اهل سنت است. محمد بن ادریس شافعی — معروف به امام شافعی — در این خصوص چنین می‌سراید:
| یا اهل بیت رسول‌الله حبّکم |  | فرض من الله فی القرآن انزله |
| کفاکم من عظیم القدر انّکم |  | من لم یصلّ علیکم لا صلاة له  |

از شمس الدین ابن العربی نیز دو بیت شعر با این مضمون در کتاب صواعق المحرقه نقل شده‌است:
| رأیت ولائی آل طه فریضة         |  | علی‌رغم اهل البعد یورثنی القربی |
| فما طلب المبعوث اجرا علی الهدی |  | بتبلیغه الّا المودّة فی القربی   |

در کتاب فصول المهمه اثر ابن صباغ مالکی شعری در این خصوص گزارش شده‌است:
| هم العروة الوثقی لمعتصم بها |  | مناقبهم جاءت بوحی و انزال       |
| مناقب فی شوری و سورة هل اتی |  | و فی سورة الاحزاب یعرفها التالی |

## تجزیه و ترکیب
| متن آیه                                                                      | تجزیه و ترکیب |
| ---------------------------------------------------------------------------- | --- |
| قُل لَا أَسئَلُکُم عَلَیهِ أَجراً إِلَّا المَوَدَّةَ فِی القُربَی وَ مَن یَقتَرِف حَسَنَةً نَزِد لَهُ فِیهَا حُسنًا | قُل فعل امر فاعل انتَ مستتر؛لَا نافیه؛ أَسئَلُکُم فعل و فاعل مستتر و مفعول اول؛ جمله مقول قل؛ عَلَیهِ جار و مجرور متعلق به فعل؛ أَجرًا مفعول دوم؛ إِلَّا ادات استثناء؛ المَوَدَّةَ مستثنی؛ فِی القُربَی جار و مجرور متعلق به حال محذوف؛ وَ حرف استئناف؛ مَن اسم شرط مبتدا؛ یَقتَرِف مضارع مجزوم فعل شرط و فاعل مستتر؛ حَسَنَةً مفعول به؛ نَزِد مضارع مجزوم جواب شرط و فاعل مستتر؛ لَهُ جار و مجرور متعلق به فعل؛ فِیهَا جار و مجرور متعلق به فعل؛ حُسنًا مفعول |